# Фугацца
Фугацца кон кесо (исп. fugazza con queso, генуэзск. fugassa, от итал. focaccia), или фугацца, — пицца, происходящая из Буэнос-Айреса, столицы Аргентины, которая состоит из толстого коржа, покрытого луком, сыром и иногда оливками. Получена из комбинации неаполитанской пиццы с итальянским хлебом фокачча.

## История
Фугацца и её вариации, как полагают, были придуманы аргентинским пиццайоло генуэзского происхождения Хуаном Банкеро примерно между 1893 и 1932 годами. В 1893 году его отец, Агустин Банкеро, приехал из Генуи и поселился в Ла-Бока, районе Буэнос-Айреса, который стал домом для генуэзских иммигрантов в Аргентину. Он открыл пекарню под названием Riachuelo, в которой работал вместе со своим сыном Хуаном. В 1932 году Хуан Банкеро и его сыновья открыли пиццерию Banchero, которая приобрела большую популярность. Её посетителями были многие знаменитости, в ней подают фугаццу и по сей день.
В 1934 году Хуан Банкеро был назван «Императором фугаццы кон кесо» в «Республике Ла Бока» — шутливом, социально-культурном объединении итальянцев в Буэнос-Айресе.
В 2002 году, в день 70-летия, Законодательное собрание города объявило пиццерию Banchero объектом культурного наследия из-за «её вклада в аргентинскую кухню».

## Приготовление и разновидности
Фугацца обычно готовится из следующих ингредиентов: аргентинское тесто для пиццы, которое более пышное, а также с большим количеством воды и закваски (дрожжей), чем неаполитанский корж для пиццы; моцарелла из коровьего молока; красный лук; сладкий лук; орегано; сыр пармезан; оливковое масло.
Фугацца с сыром (fugazza con queso) готовится как и простая фугацца, но с моцареллой.
Аргентинская фугацца выпекается не в печи, как итальянская пицца, а в чугунной сковороде.
Фугаццетта (fugazzetta) — это разновидность фугаццы, в которой сыр запекается между двумя коржами (слоями) пиццы, а сверху кладется лук. Получается, как бы фаршированная сыром пицца и остальные ингредиенты сверху.
Фугацца фактически напоминает итало-французский пирог писсаладьер, который традиционно готовят в Провансе и Лигурии.